# 北尼科西亚
尼科西亞市（土耳其語：Kuzey Lefkoşa），原為尼科西亚之北半部，该城位于派迪亚斯河畔，也正好处于塞浦路斯岛的中心，故也稱為北尼科西亚，是北塞浦路斯土耳其共和国的首都和最大城市。在位處南方的塞浦路斯的劃分，行政上屬尼科西亚土耳其市，但實際上為北塞浦路斯尼科西亞區管辖，北尼科西亚是北塞浦路斯土耳其共和国政府所在地，也是该国的主要商业中心。

## 图片集

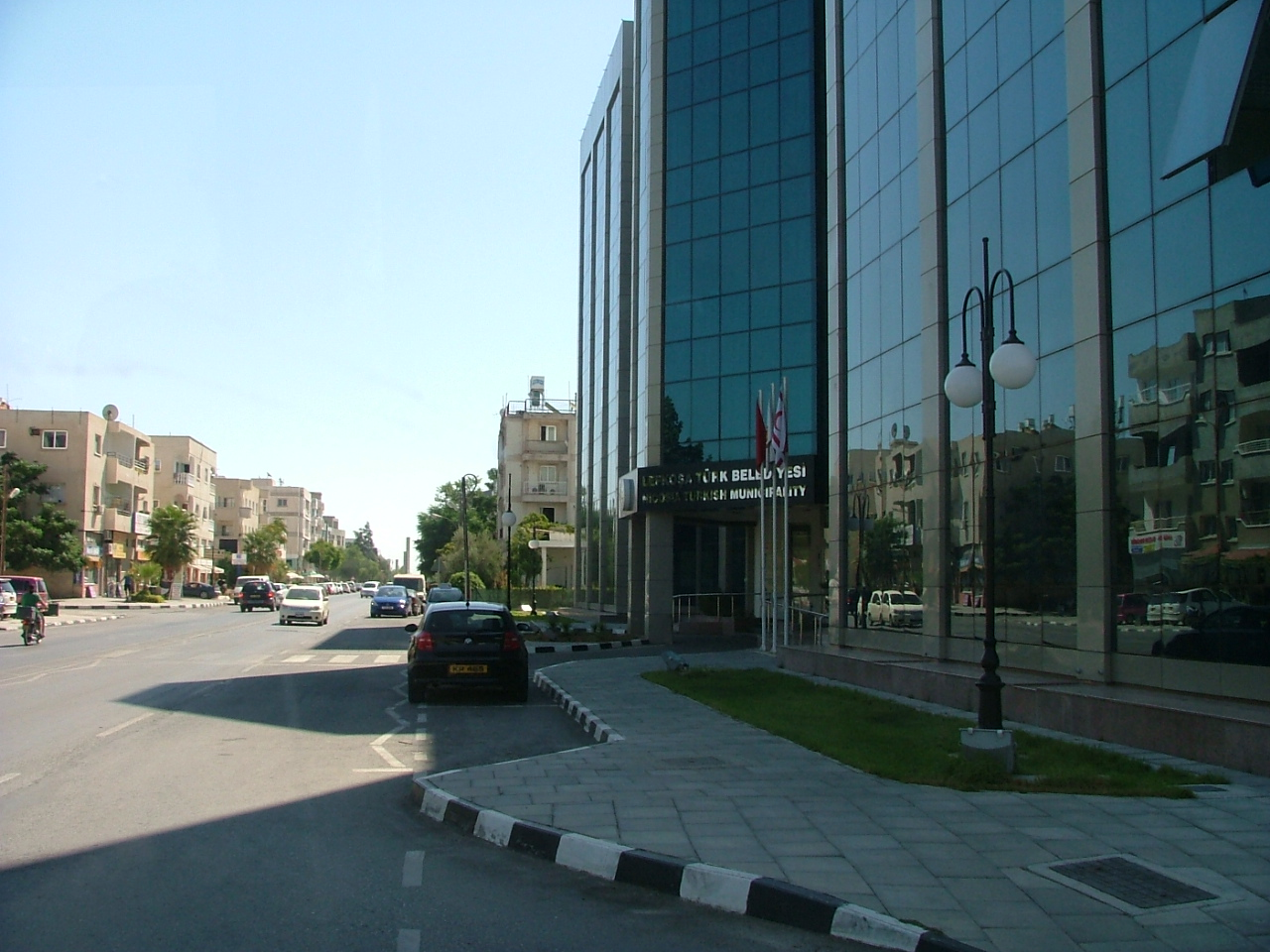
尼科西亚土耳其市总部
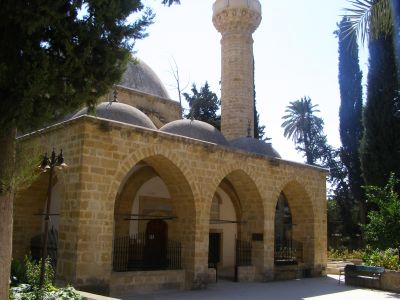
阿拉巴赫梅特清真寺
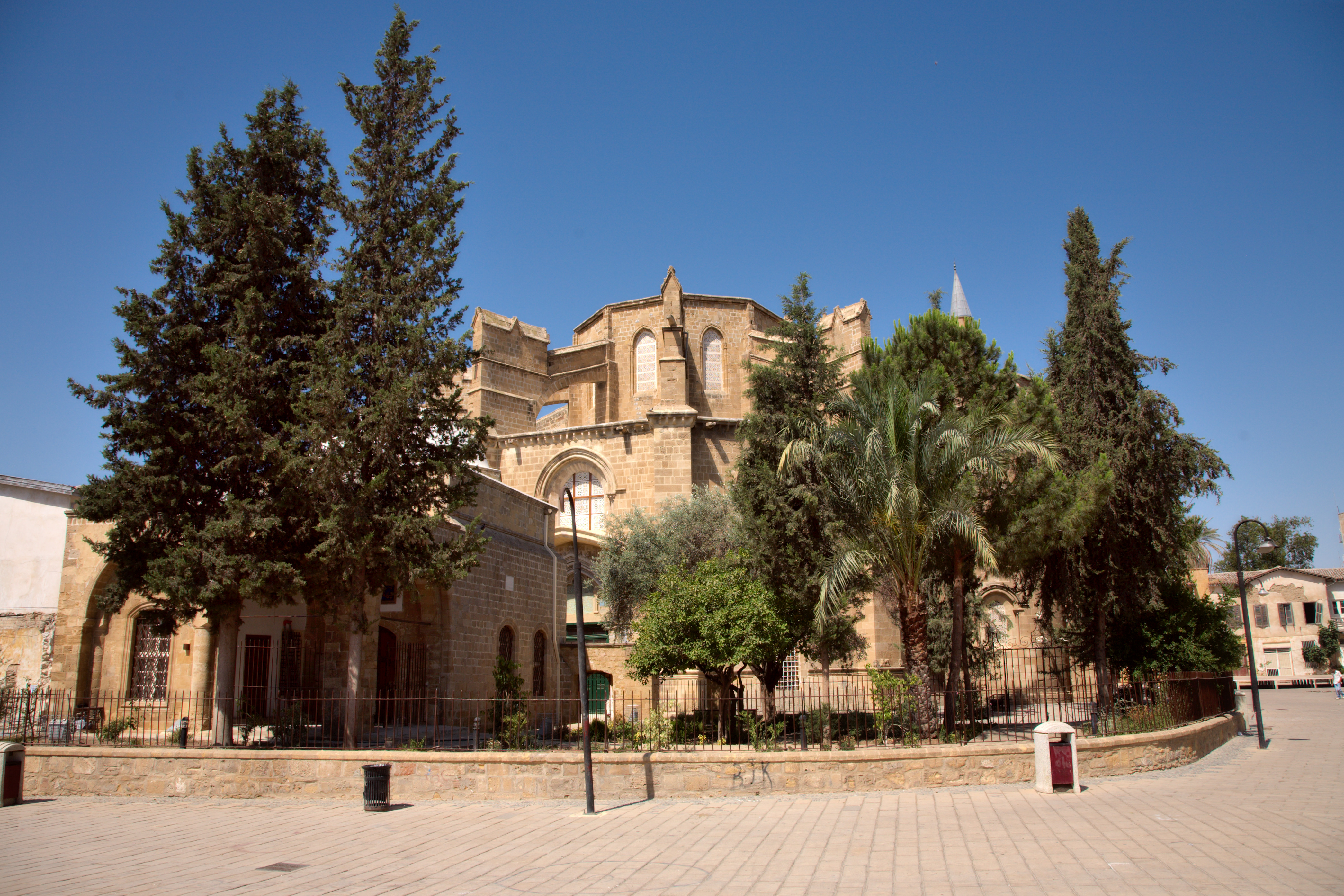
塞利米耶清真寺
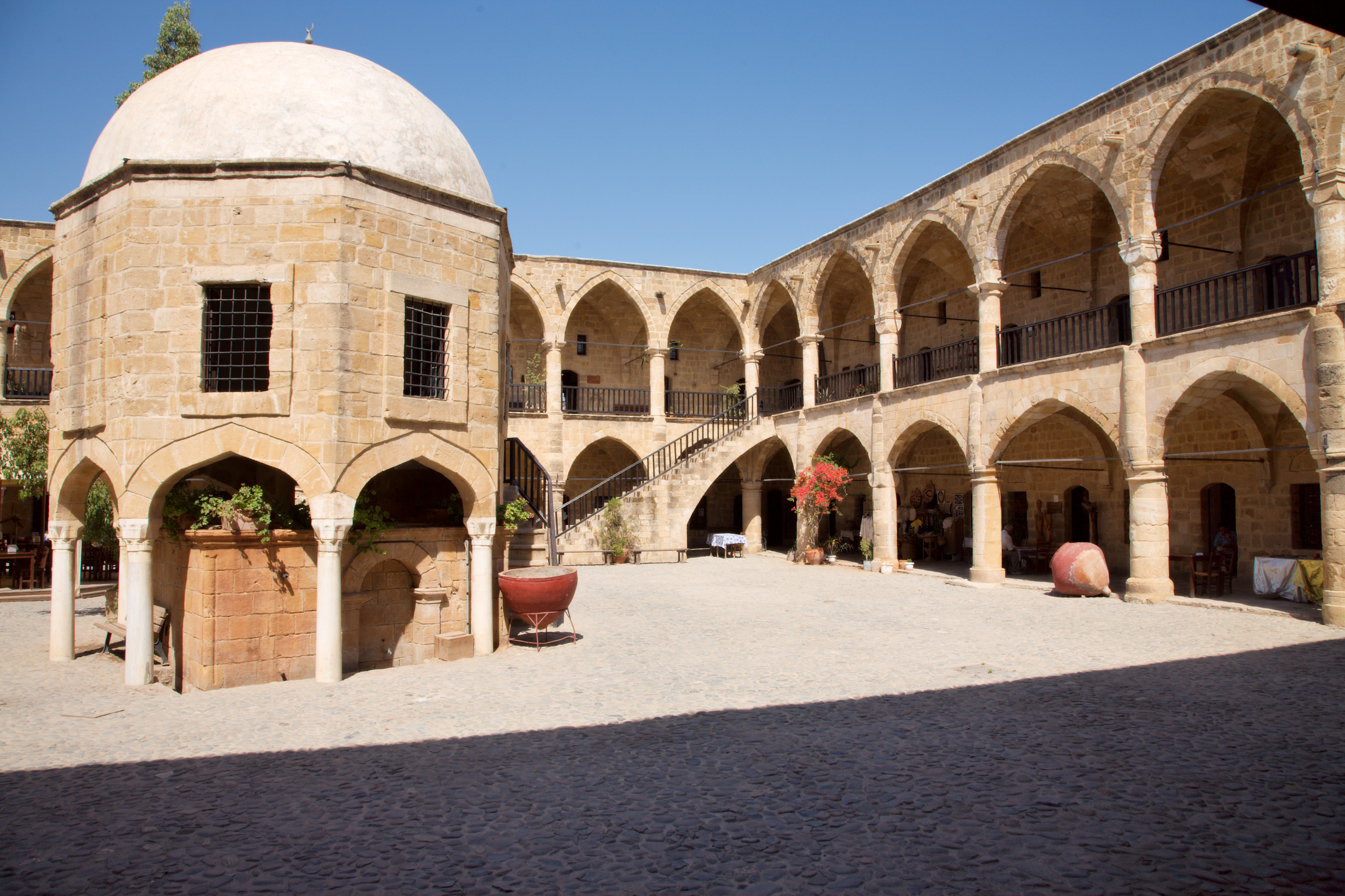
大旅馆
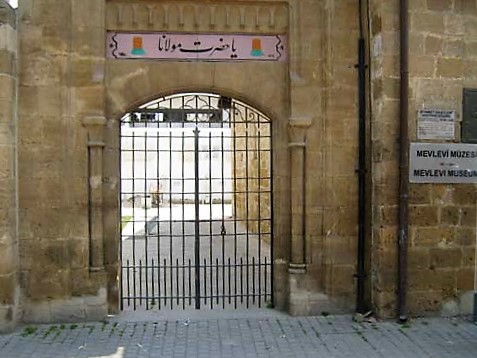
梅夫列维博物馆
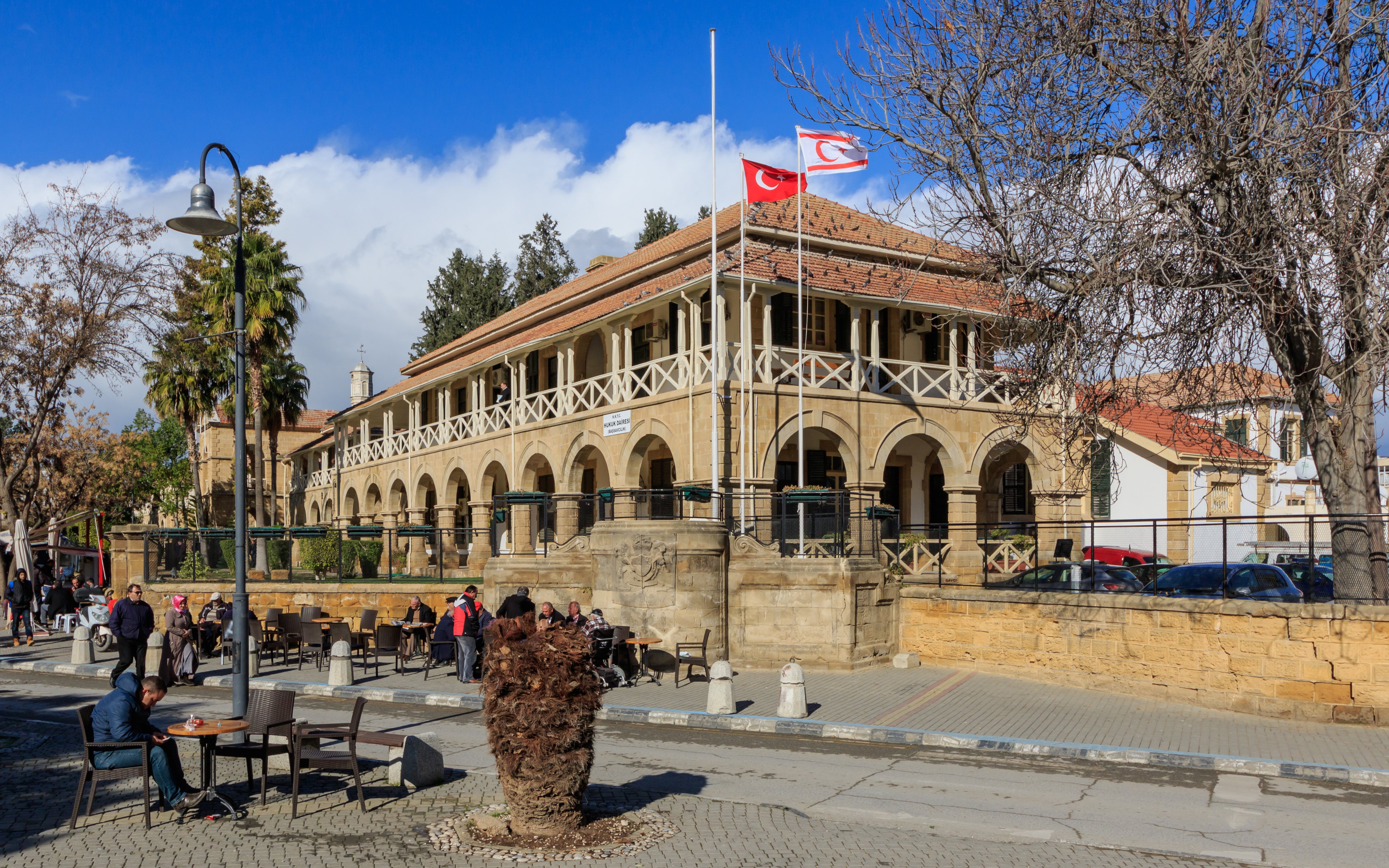
尼科西亚主法院
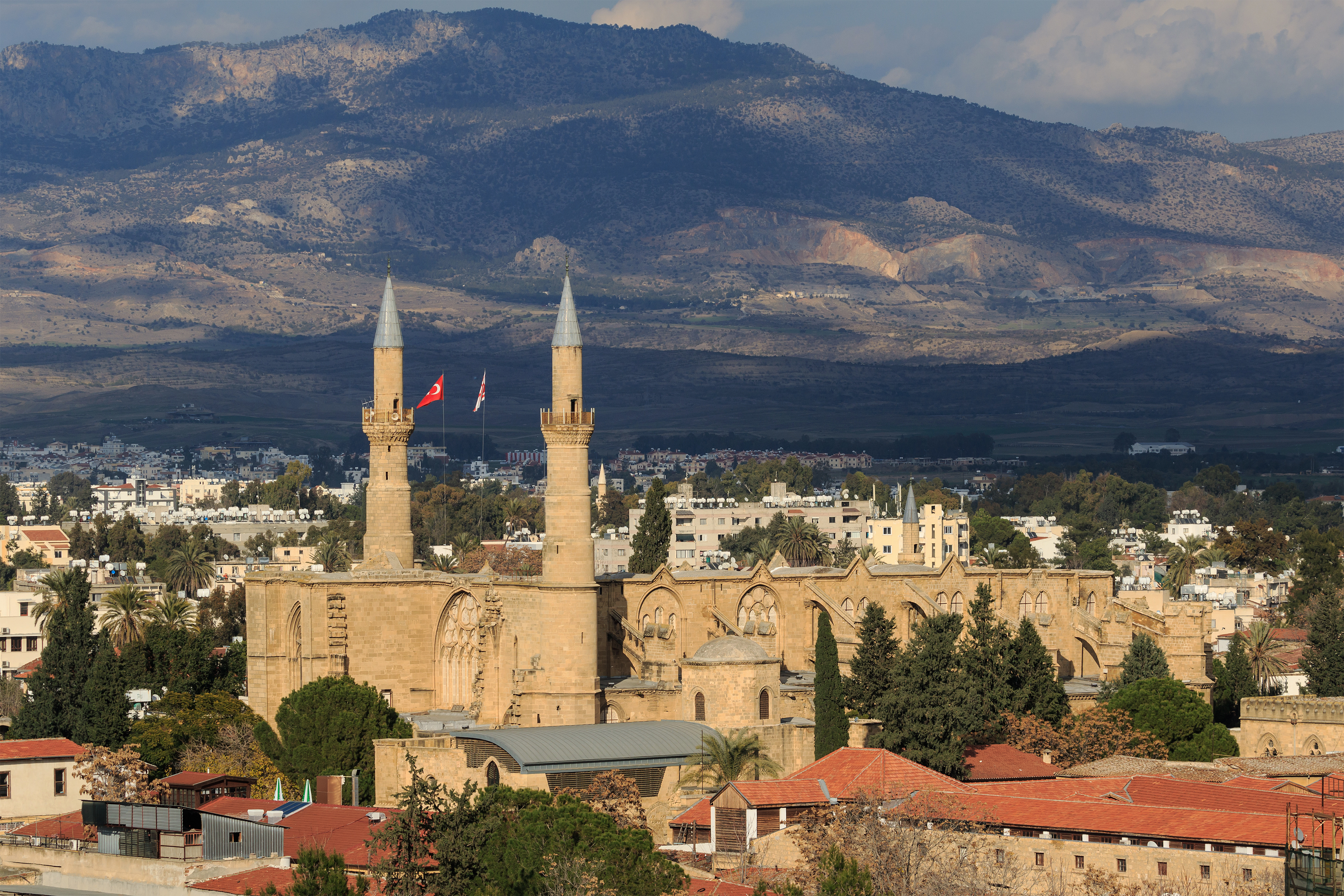
以前的圣索菲亚教堂，现在的塞利米耶清真寺
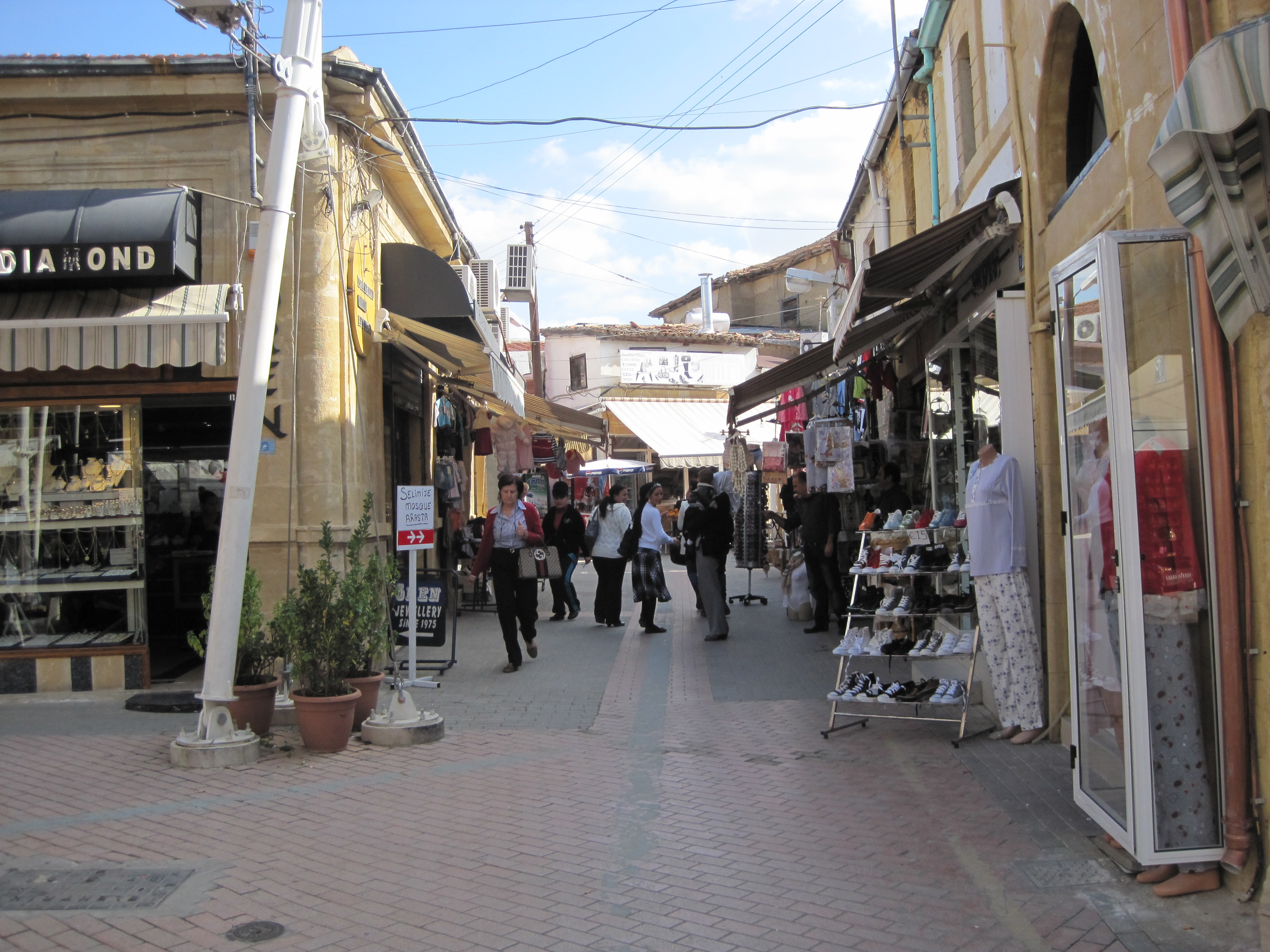
北尼科西亚的阿拉斯塔地区
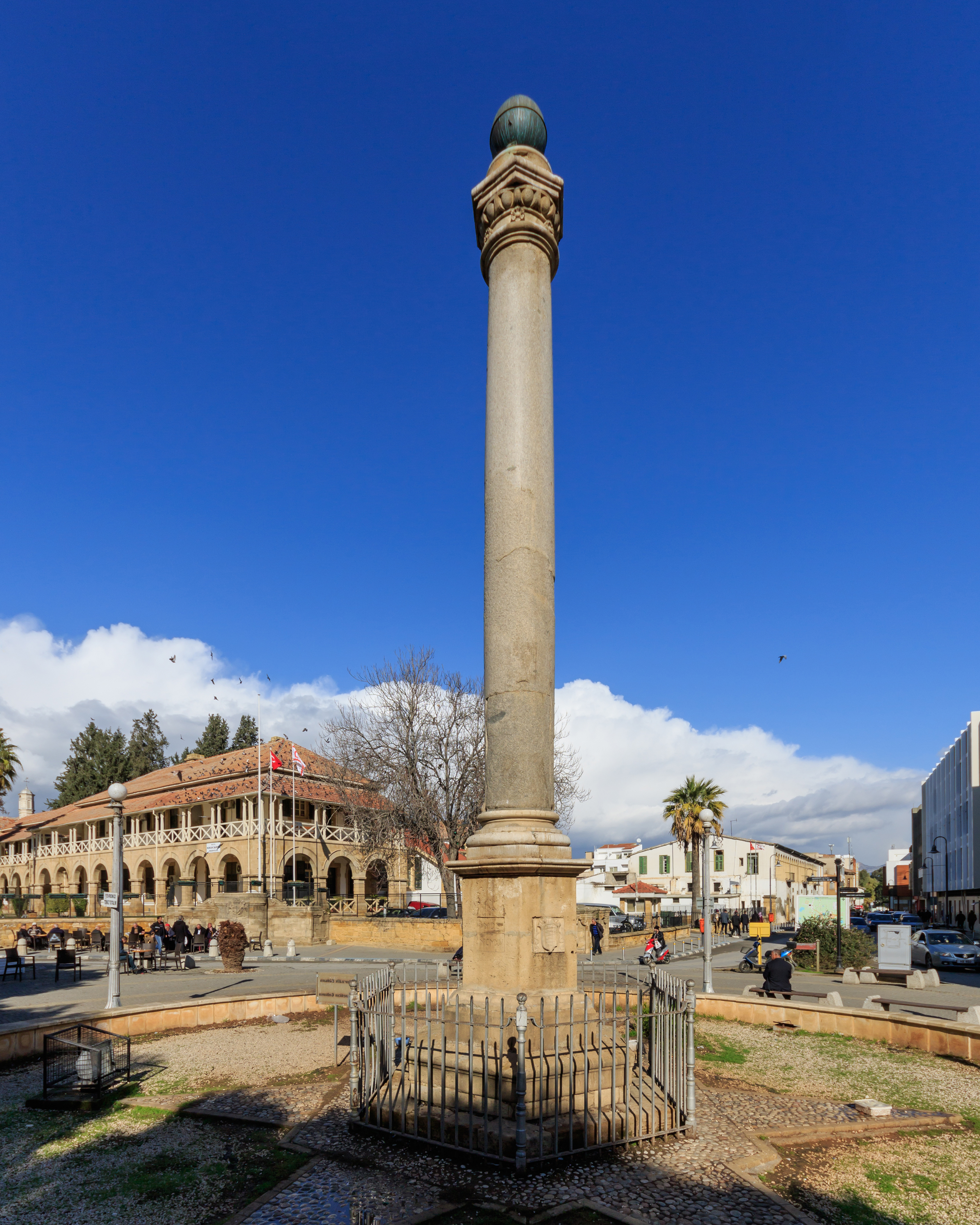
阿塔图尔克广场的威尼斯圆柱
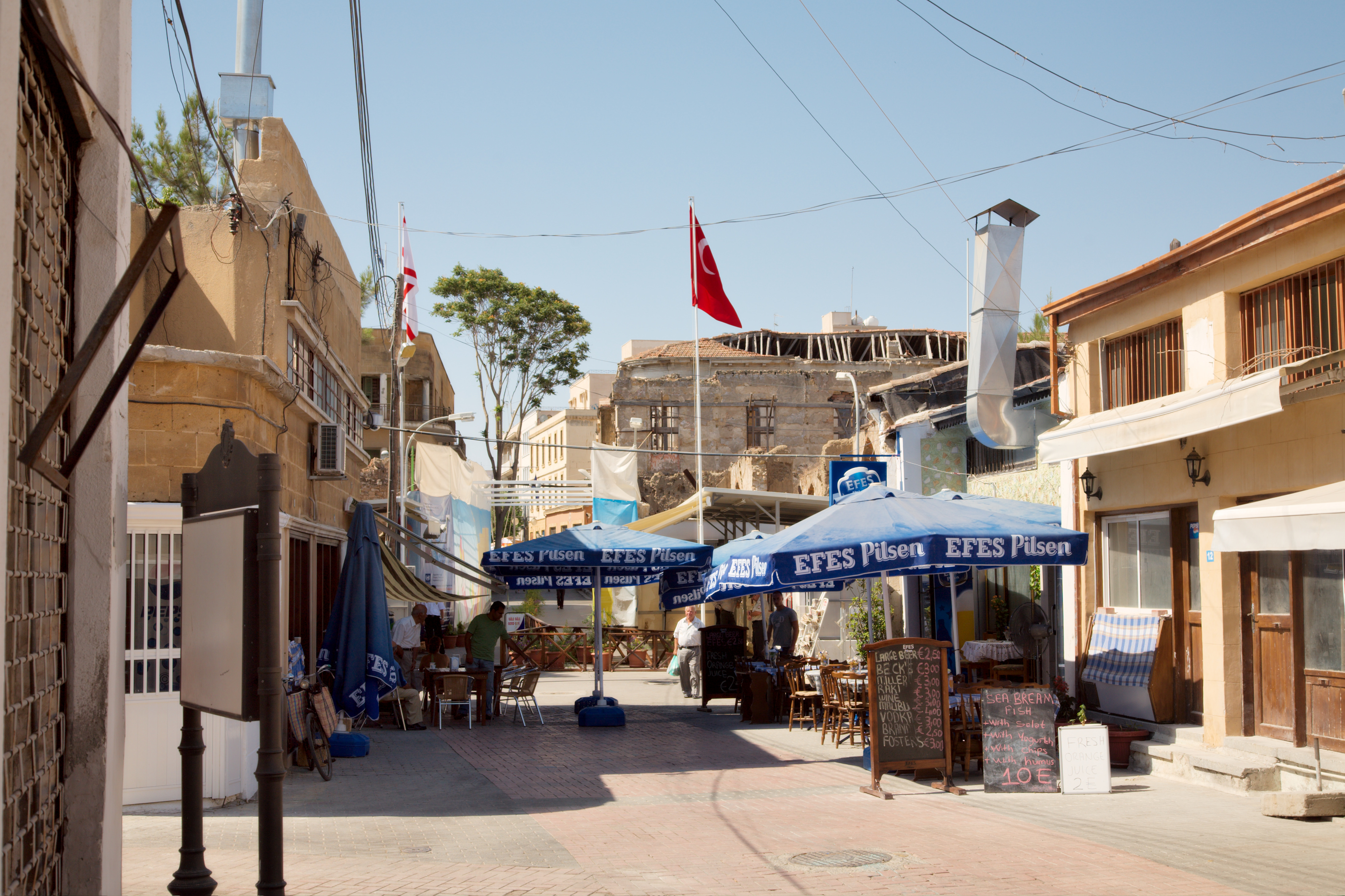
莱德拉街
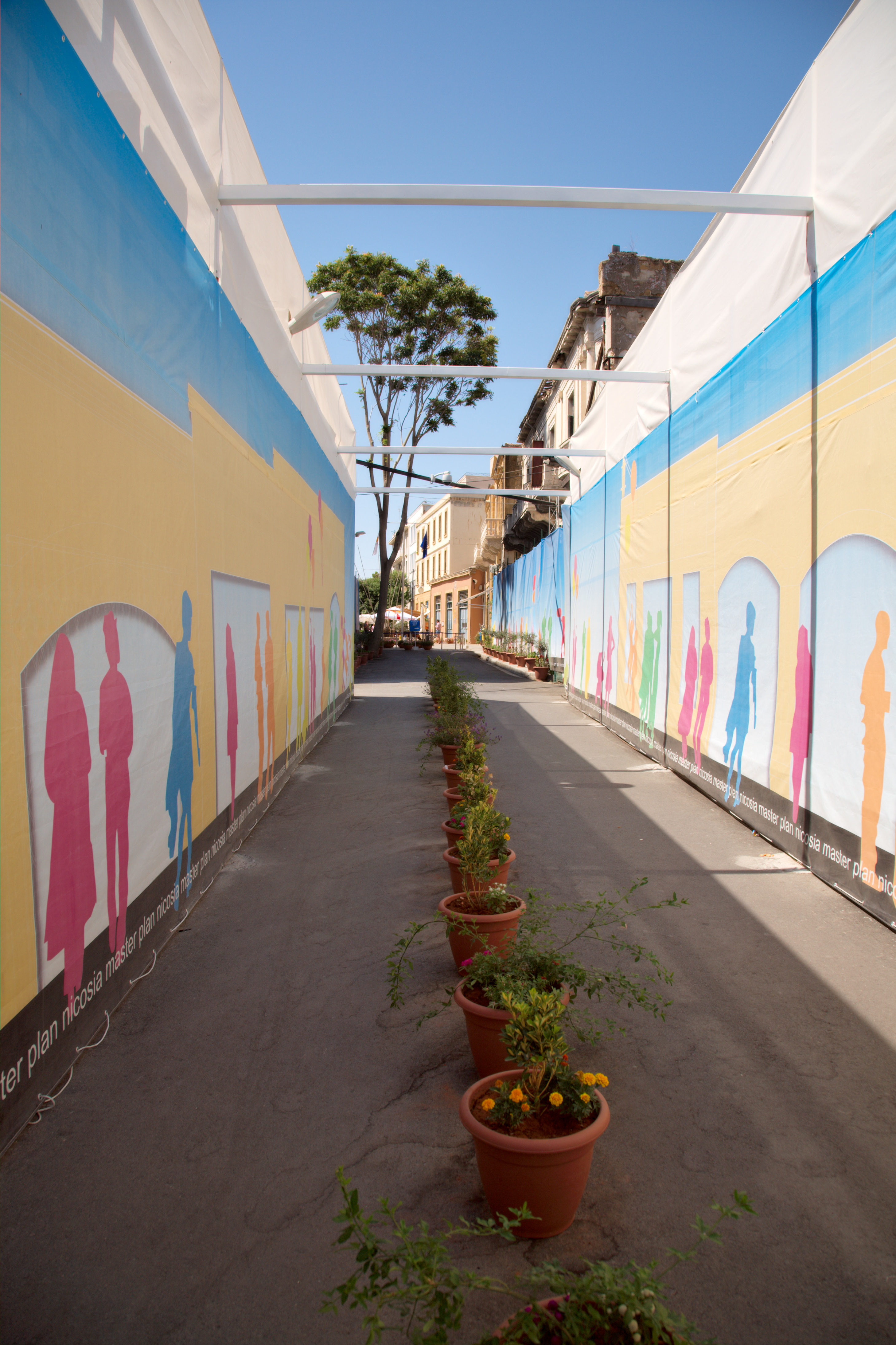
莱德拉街
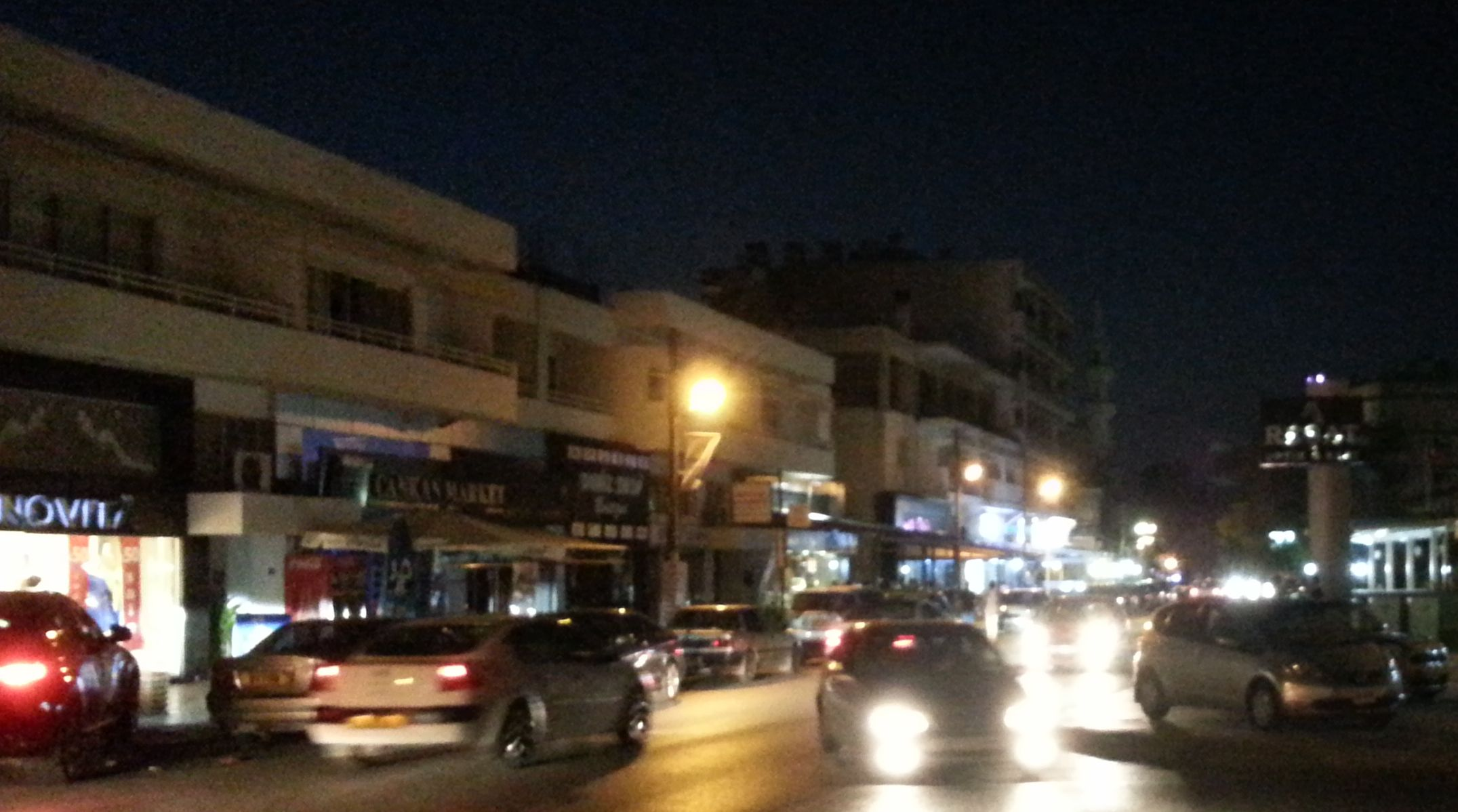
北尼科西亚娱乐中心德雷博尤夜景